# Димитър Груев
Димитър Груев Димитров е български революционер, деец на Вътрешната македоно-одринска революционна организация.

## Биография
Димитър Груев е роден в 1878 година в Лозенград, днес Къркларели, Турция. Ученик е в Одринската българска мъжка гимназия „Д-р Петър Берон“. След завършване на образованието си остава да работи като учител в гимназията. В 1896 г. става член на ВМОРО. През 1900 г. е избран за секретар-касиер на околийския революционен комитет в Лозенград, където е учител. В същата година през юни е арестуван при Керемидчиоглувата афера. Съден е и жестоко инквизиран в Одринския затвор. Осъден е и е изпратен на заточение в крепостта Паяс кале в Мала Азия. Амнистиран е през март 1907 година.
След Младотурската революция в 1908 година става деец на Съюза на българските конституционни клубове и е избран за делегат на неговия Учредителен конгрес от Лозенград.
По-късно учи право в Лозана и Цариград (1912). Народен представител (1919), един от основателите на Тракийската организация. Автор е на „Спомени на заточеника“, София, 1965 г.
Умира в 1976 година.